# Aarhus Universitets Forskningsfond
Aarhus Universitets Forskningsfonds formål er at støtte den videnskabelige forskning ved Aarhus Universitet. Fonden støtter forskningsprojekter og initiativer, til gavn for Aarhus Universitet.
Stiftelsen af Aarhus Universitets Forskningsfond skete 2. september 1944, da Gunnar Andreasen donerede for 300.000 kr. A/S Cheminova-aktier. Fondens aktiekapital i 1944 på 300.000 kr., svarer til 10.000.000 kr. i 1986.
Ifølge fundatsen givet af Gunnar Andreasen skulle Cheminova være Aarhus Universitets Forskningsfonds ejendom for evigt. Men torsdag 30. april 2015 solgte Aarhus Universitets Forskningsfond alligevel Cheminova til den amerikanske kemikoncern FMC Corporation.